# Madres y otros extraños
«Madres y otros extraños» —título original: «Mothers and Other Strangers»— es el octavo episodio de la trigésimatercera temporada de la serie de televisión de animación estadounidense Los Simpson, y el 715 en total. Se emitió en los Estados Unidos en Fox el 28 de noviembre de 2021. El episodio fue dirigido por Rob Oliver y escrito por Al Jean.
Este episodio es un retcon de los acontecimientos de la madre de Homer, Mona Simpson, desde «Mother Simpson», en el que Homer se reencuentra con Mona después de creer que murió cuando él era un niño. Aquí, Homer tiene flashbacks en los que descubre el paradero de su madre en Utah cuando era adolescente y nunca llega a reunirse del todo con ella de adulto. Rachel Bloom y Glenn Close actúan como estrellas invitadas. El episodio recibió críticas positivas.

## Trama
Bart está ojeando escenas en la televisión, cuando tropieza con Muttflix, despertando el interés de Santa's Little Helper. Esto hace que el Ayudante de Papá Noel invite a su madre, She Biscuit, a casa, ya que es el Día de la Madre. Bart y Lisa le regalan a Marge unas tazas que hicieron en el colegio, regalándole lo mismo que le habían regalado anteriormente, mientras que Maggie le da un beso de bebé, a la vez que se burla de ellos por sus flojos regalos. También se dan cuenta de que Homer está triste al enterarse de que es el Día de la Madre. Después de regalarle a Marge una foto enmarcada de los niños, sigue llorando recordando a su difunta madre, Mona.
Lisa sugiere a Homer que pruebe la terapia online. Annette, la terapeuta, le devuelve treinta años atrás, al día en que el abuelo recibió notas de Mona de que era buscada por el FBI y que les dejaba. Para no tener que dar explicaciones, el abuelo le dijo a Homer, que entonces tenía 9 años, que estaba muerta. A los 16, Homer recibió una tarjeta postal de Utah de Mona, que estaba siendo vigilada en secreto por el FBI. Homer se enfrentó a su padre para contarle la verdad, y él y el abuelo viajaron a Utah para localizar a Mona mientras les seguía el FBI. Localizaron a Mona en una gasolinera, pero cuando salía corriendo a su encuentro, fue descubierta por el FBI, que persiguió a los tres hasta un cañón. Cuando el abuelo quedó atrapado en un pequeño hueco, Homer tuvo que elegir entre su madre y su padre y volvió hacia el abuelo. Mona consiguió escapar en la furgoneta de un hippie y se marchó a San Francisco.
De vuelta al presente, el abuelo y Homer le cuentan a la terapeuta que nunca volvieron a encontrar a Mona. Después de terminar la sesión de terapia, Homer revela a la familia que Mona les visitó en secreto a él y al abuelo en el hospital cuando nació Bart, comprobando cómo estaba su nieto recién nacido haciéndose pasar por médico. Tras superar la muerte de Mona, Homer lleva a la familia a comer.
Durante los títulos de crédito, Homer duerme con una botella de jarabe de arce y sueña que baila en círculo con su familia y sus antepasados en un homenaje a 8½.

## Recepción

### Audiencia
En su emisión original, el episodio fue visto por 3,61 millones de espectadores y fue el programa de mayor audiencia de Animation Domination esa noche.

### Respuesta de la crítica
Tony Sokol de Den of Geek dio al episodio 4 de 5 estrellas afirmando: «"Mothers and Other Strangers" juega un poco con la historia conocida de Homer y su madre Mona, y la conclusión es un poco forzada por ello. El posible final de ensueño no es tan satisfactorio como quiere parecer, pero proporciona un gran remate. Cada amenaza de un momento desgarrador es hábilmente barrida hacia el territorio cómico con la facilidad de una luna de un niño recién nacido. El cierre ya no se considera un concepto psicológico válido, así que podemos estar seguros de que volveremos a visitar este escenario. La psique de Homer es igual de maravillosa como patio de recreo y como campo de minas».
Marcus Gibson de Bubbleblabber dio al episodio un 7,5 sobre 10 afirmando: «En general, "Madres y otros extraños" es otro episodio agradable que explora más a fondo la historia de Homer con su madre. Sus chistes humorísticos funcionan bien junto a sus momentos sinceros a pesar de su ritmo, y la actuación de Glenn Close fue una vez más celestial para los oídos. Es un regalo muy tardío del Día de la Madre para nosotros, los fans de Los Simpson, pero oye, más vale tarde que nunca».